# Óbéba
Óbéba vagy Óbéb (románul Beba Veche, németül Altbeba) falu Romániában, a Bánságban, Temes megyében, Óbéba központja.

## Fekvése
Románia legnyugatibb települése, a magyar-szerb-román hármashatár mellett, Kübekházától körülbelül 3, Makótól megközelítőleg 30 kilométerre található.

## Története
A település eredetileg a Csanád nemzetség birtoka volt, „Béb” nevét is a család egyik tagja után kapta. A 13. század végén a kunok támadása miatt a falu elnéptelenedett, később kedvezményekkel ösztönözték arra a környékbelieket, hogy idetelepüljenek. A 15. században a Telegdyeknek és a Makófalviaknak is volt itt birtoka. Az 1557-58-as összeíráskor csak 15 magyarok lakta házat jegyeztek fel a településen. A hódoltság következtében a falu tovább pusztult, 1582-ben csak 3 gazda élt itt. A 18. században már pusztaként említik.
1773-ban a csanádi tiszttartóság az egykori község helyén két települést hozott létre: Kis-Bébát és Óbébát; előbbit Szeged környéki magyar dohánytermelőkkel, utóbbit románokkal telepítették be. 1779-ben mindkét települést Torontál vármegyéhez csatolták. Óbébában magyar családok csak 1782-ben telepedtek le újra, Gróf Batthyány Ignác erdélyi püspöknek köszönhetően. A település nevét kezdetben Ó-Bébának, később Óbébnak írták. A 20. század elején 2751 lakosa közül 2007 volt román, 420 magyar, és 254 német. A Törökkanizsai járásban fekvő települést trianoni békeszerződés után Romániához csatolták, annak legnyugatibb települése lett. Elszakadt hagyományos testvértelepüléseitől, földrajzi fekvése miatt az új hatalom elhanyagolta, határátkelő híján zsákfaluvá lett. 2002-ben társközségeivel együtt 1600 lakosából 979 fő román, 567 fő magyar, 19 német, 30 roma, 4 fő más nemzetiségű volt.

## Látnivalók

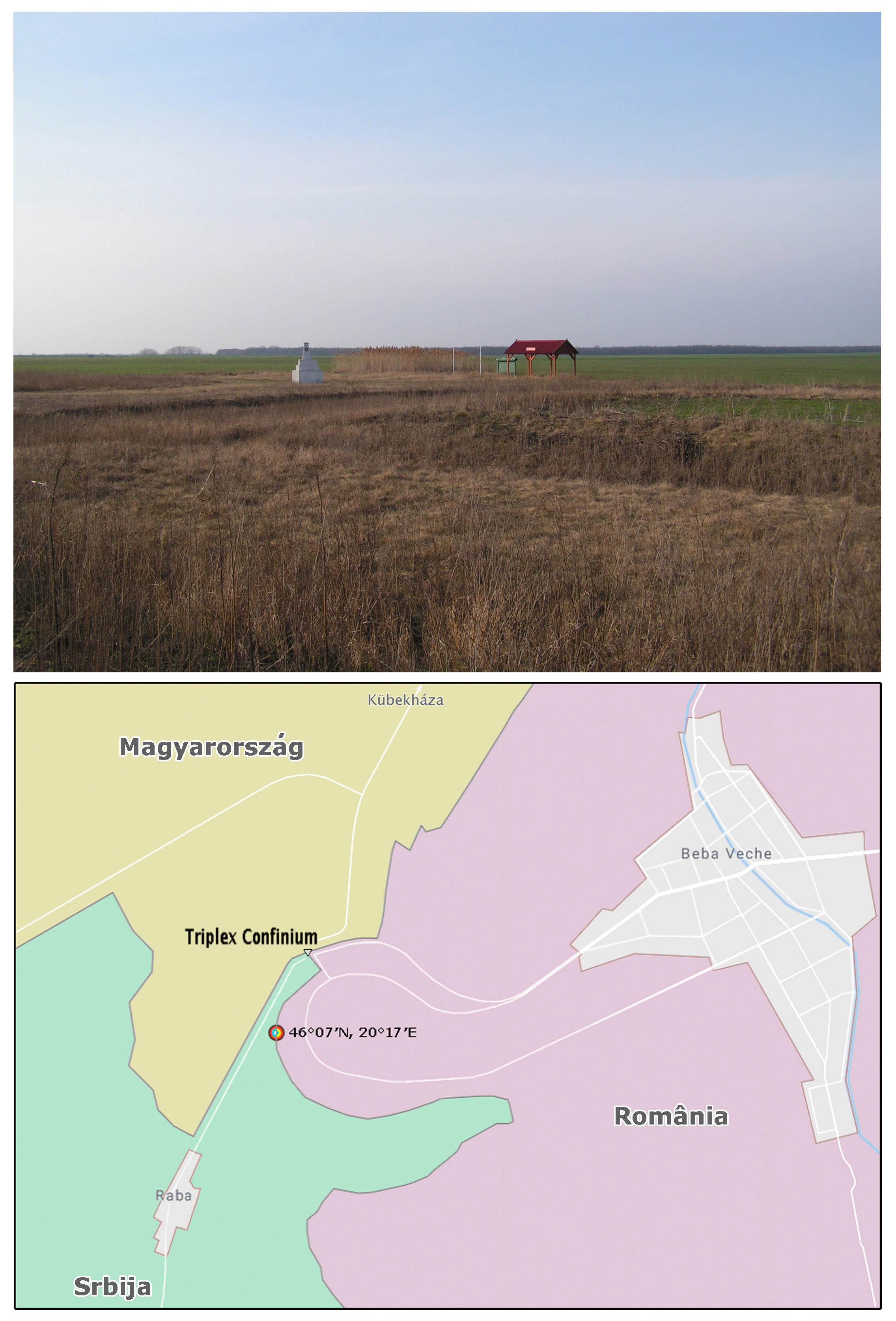
A hármashatár

- Triplex Confinium, a településtől nyugatra Óbéba, Rábé, Kübekháza közötti országhatárok hármashatára, vagyis az ezt jelölő díszes határkő.
- Óbéba híres szülöttének, Téry Ödönnek a szobra a katolikus templom kertjében áll, felavatása 2006. május 28-án történt
- Két régi kőhíd: egy hófehér, ami a falu keleti bejáratánál egy vízeret hidal át, és egy monumentálisabb, ami a Kübekházára vezető úton áll, egykoron a mocsaras vidék átjárását tette lehetővé. Építésük körülményeiről és idejéről nincs adat.
- Egy 1779-ben állított orosz ortodox emlékmű

## Híres szülöttei
- Téry Ödön, a kárpát-medencei magyar turizmus egyik megalapítója, hegymászó, menedékház-építő.